# Herb Łodzi

Herb Łodzi w latach 1941–1945, w trakcie okupacji Niemieckiej

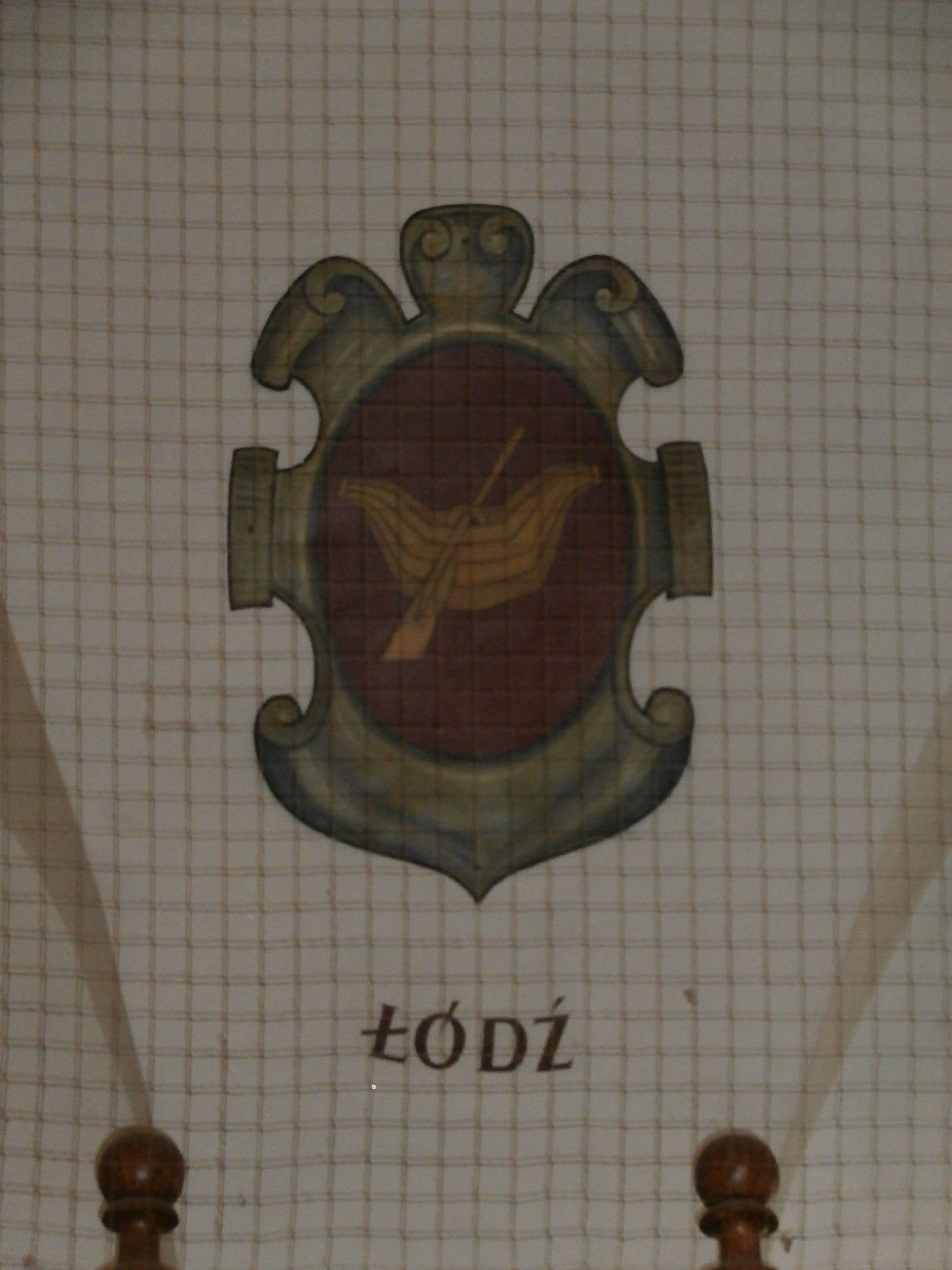
Herb Łodzi we wnętrzu krakowskich Sukiennic

Herb Łodzi – jeden z symboli miejskich Łodzi w postaci herbu. Herb w obecnej postaci został ustanowiony zarządzeniem Ministra Spraw Wewnętrznych 5 czerwca 1936 r.

## Wygląd i symbolika
Herb przedstawia w polu czerwonym drewnianą łódkę złotą z takimże wiosłem.

## Historia
Miasto Łódź istnieje od początków XV wieku (prawa miejskie nadane w Przedborzu nad Pilicą w 1423), zaś herb w postaci zbliżonej do dzisiejszej po raz pierwszy pojawił się na pieczęci miejskiej przyłożonej do dokumentu z 1535. Sądząc po stopniu zużycia, tłok tej pieczęci wykonano około połowy XV wieku, a więc niedługo po nadaniu temu prywatnemu miasteczku biskupów włocławskich praw miejskich. Kształt łódki z następnej pieczęci, zachowanej przy dokumencie z 1577, a używanej aż do początków epoki przemysłowej (1817), był tak udany pod względem plastycznym, że posłużył do zaprojektowania w okresie międzywojennym herbu miasta, który obowiązuje do dziś. Autorem projektu był jeden z urzędników Magistratu, gdyż ogłoszony konkurs nie przyniósł nowych ciekawych pomysłów. Barwy herbu – złotą (godło) i czerwoną (tło) wzięto z herbu szlacheckiego Łodzia, podobnego do herbu miasta, choć niemającego z nim prawdopodobnie nic wspólnego. Obowiązujący dziś herb został zatwierdzony 5 czerwca 1936 roku przez Ministerstwo Spraw Wewnętrznych.

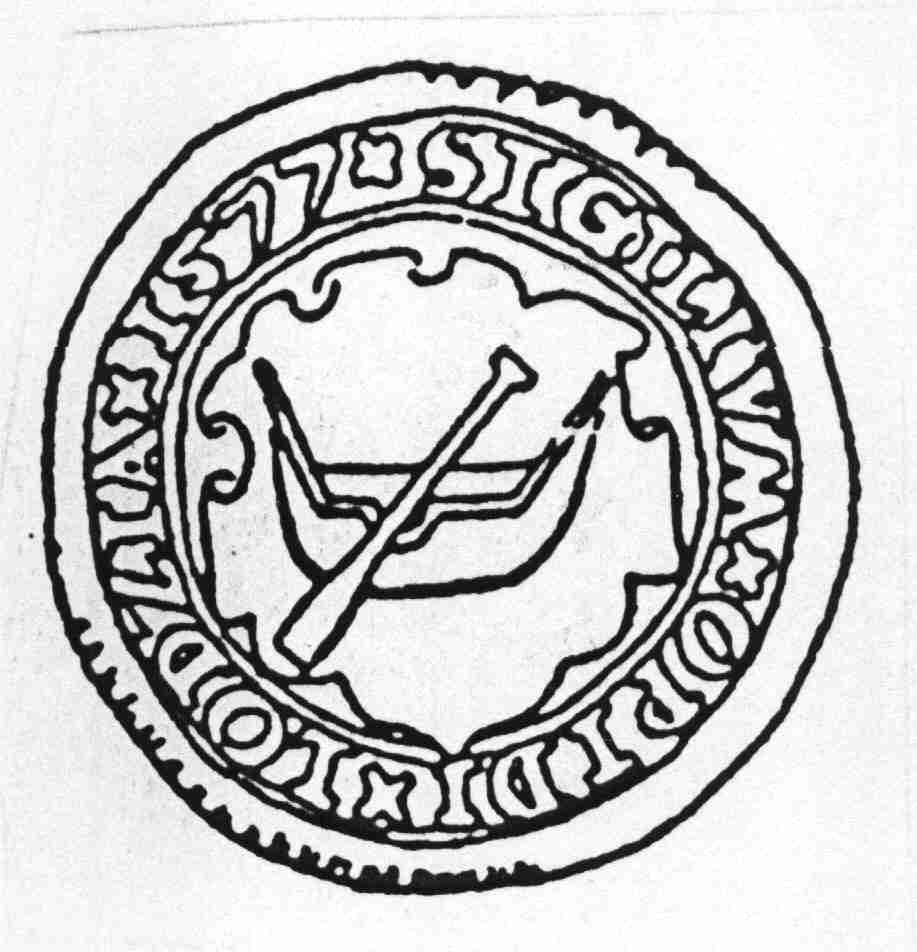
Pieczęć miejska Łodzi z 1577

W okresie burzliwego rozwoju Łodzi jako ośrodka przemysłowego w XIX–XX w. kilkakrotnie pojawiały się projekty zmiany lub uzupełnienia tego herbu na wzór herbów miast rosyjskich. Proponowane herby zawierały takie symbole jak: wrzeciono i prząśnica – związane z włókiennictwem (1847), czółenko tkackie, laska Merkurego – patrona kupców i koło zębate – symbol przemysłu (1895, projektu architekta miejskiego Franciszka Chełmińskiego), a nawet prządkę z wrzecionem na łódce (1915). Pomysły te nie zostały jednak zrealizowane, choć projekt z 1895 r. wykorzystano umieszczając ów herb na żetonach komunikacji tramwajowej. W czasie II wojny światowej w herbie Łodzi, która figurowała wówczas pod nazwą Litzmannstadt, widniała podwójna swastyka, wzorowana na wzorze z urny, którą znaleziono w Białej pod Łodzią.

## Legenda o powstaniu herbu
Według legendy w granicach osady łódzkiej (rzekomo na terenach dzisiejszego Parku Helenów) żył pustelnik, dawniej rycerz i zawadiaka. Któregoś dnia spotkał w lesie dziewczynę, która uciekła tam, gdy została oskarżona przez księcia łęczyckiego o paranie się czarną magią. Jednym z dowodów było ubijanie masła przy słonecznej i deszczowej pogodzie (stąd popularna rymowanka: Gdy deszcz pada, słońce świeci, czarownica masło kleci...). Zaopiekował się nią i zamieszkali wspólnie w jego jamie. Niestety którejś wiosny później pachołkowie księcia dotarli do jaskini samotników i z łatwością rozpoznali uciekinierkę. Kiedy po żądaniu wydania jej pustelnik odmówił, zabili go. Krew trysnęła na stojące w kącie jamy zbroję i starą tarczę. Od owej poplamionej krwią tarczy ma się więc wywodzić czerwone tło łódzkiego herbu.
Natomiast widniejąca na herbie łódź ma pochodzić jakoby od chłopa Janusza Piotrowica. Jego imię figuruje już w XIV-wiecznych dokumentach jako imię sołtysa wsi Łodzia (łac. Lodza). Według legendy ów chłop wybrał się w podróż przez bagna puszczy łódzkiej w czółnie. W okolicach dzisiejszej ulicy Zgierskiej postanowił się zatrzymać, zamieszkał zaś w odwróconej łodzi, która nie nadawała się już do dalszego użytku. Tak oto od pierwszego domostwa powstała nazwa wsi, później założonej w tym miejscu.